# Mathieu Boots
Mathieu Boots (født 23. juni 1975) er en tidligere hollandsk fodboldspiller.